# Austrodecus gordonae
Austrodecus gordonae is een zeespin uit de familie Austrodecidae. De soort behoort tot het geslacht Austrodecus. Austrodecus gordonae werd in 1954 voor het eerst wetenschappelijk beschreven door Stock. 